# 小柳富男
小柳 富男（こやなぎ とみお、1916年（大正5年）8月2日 - 1971年（昭和46年）12月14日）は、日本の飛込競技選手。1936年ベルリンオリンピックに出場した。

## 経歴
1916年8月2日、福岡県に生まれる。大阪府立今宮中学校（現在の大阪府立今宮高等学校）を卒業し、早稲田大学に進学する。早稲田大学では競泳が一般的であった中で飛込競技の実力を大いに伸ばし、1935年8月6日にベルリンオリンピック飛込競技の日本代表となることが発表された。ベルリンオリンピックでは飛板飛込と高飛込の両方に出場し、飛板飛込で133.07点、高飛込で94.54点を獲得しいずれも8位となった。その後、1939年の日本選手権では高飛込で優勝、1940年の日本選手権では飛板飛込で優勝、1946年の日本選手権では再び高飛込で優勝した。1956年メルボルンオリンピック、1964年東京オリンピックでは飛込競技のコーチを務めた。1971年12月14日に55歳で死去。